# Albert Robida
Albert Robida, (Compiègne, 14 de març de 1848 - Neuilly-sur-Seine, 11 d'octubre de 1926), va ser un dibuixant, litògraf, gravador, caricaturista, periodista i novel·lista francès.
Va editar i publicar la revista La Caricature durant 12 anys. A la dècada del 1880 va escriure una aclamada trilogia de novel·les futuristes. En la dècada del 1900 va crear 520 il·lustracions pel serial setmanal La Guerre Infernale de Pierre Giffard.

## Trilogia futurista
Albert Robida va ser redescobert gràcies a la seva trilogia futurista: Le Vingtième Siècle (1883), La Guerre au vingtième siècle (1887) i Le Vingtième siècle. La vie électrique (1890).

## Obres amb Pierre Giffard
Robida il·lustrà dues obres per Pierre Giffard:
- La Fin du Cheval ("El Final del Cavall"), sobre la substitució inevitable del cavall per la bicicleta i posteriorment pel cotxe.
- La Guerre Infernale ("La Guerra Infernal"), una novel·la serial d'aventures per nens que va aparèixer setmanalment els dissabtes el 1908. Robida hi contribuí amb 520 il·lustracions. La novel·la se situa en el futur i hi apareixen paral·lelismes sorprenents amb la Segona Guerra Mundial, per exemple un atac alemany a Londres i un conflicte entre Japó i els Estats Units. Posteriorment es publicà en forma de llibre.

## Obres
Futuristes
- Voyages très extraordinaires de Saturnin Farandoul, 1879
- Le Vingtième Siècle, 1883
- La Guerre au vingtième siècle, 1887
- Le Vingtième Siècle. La vie électrique, 1890
- Voyage de fiançailles au XXe siècle
- Un chalet dans les airs
- L'horloge des siècles, 1902
- L'Ingénieur von Satanas, 1919[3]

Altres
- L'Île de Lutèce : enlaidissements et embellissements de la Cité
- La Bête au bois dormant
- La Part du hasard
- Le Voyage de M. Dumollet
- Les Vieilles Villes d'Italie : notes et souvenirs
- La Grande Mascarade parisienne
- La Fin des Livres, with Octave Uzanne
- Contes pour les bibliophiles, with Octave Uzanne
- Les Vieilles Villes d'Espagne, notes et souvenirs
- Un caricaturiste prophète. La guerre telle qu'elle est
- 1430, les assiégés de Compiègne
- Paris de siècle en siècle ; le cœur de Paris, splendeurs et souvenir
- Le 19e siècle
- Les Escholiers du temps jadis
- Les Vieilles Villes d'Italie : notes et souvenirs
- Le Voyage de M. Dumollet